# Thiên thần và ác quỷ
Bài này nói về một tiểu thuyết. Để biết về bộ phim chuyển thể cùng tên, xin xem bài Thiên thần & Ác quỷ (phim)
Thiên thần và ác quỷ (tiếng Anh: Angels and Demons) là tiểu thuyết khoa học giả tưởng được xuất bản lần đầu năm 2000 do nhà văn Mỹ Dan Brown, tác giả của Mật mã Da Vinci, Pháo đài số, Điểm dối lừa sáng tác. Câu chuyện xoay quanh nhân vật chính Robert Langdon - nhân vật chính trong các tiểu thuyết của Dan Brown trong đó có Mật mã Da Vinci. Giống như các tác phẩm khác của mình, Dan Brown đã thể hiện trong tiểu thuyết Thiên thần và ác quỷ sự kết hợp giữa truyện trinh thám, các tình huống giải mã bất ngờ và sự lôi cuốn trong vấn đề tôn giáo - đặc biệt là về Công giáo Rôma và Hội kín Illuminati.
Tiểu thuyết giới thiệu nhân vật Robert Langdon, cũng là nhân vật chính trong tiểu thuyết tiếp theo vào năm 2003 - Mật mã Da Vinci. Quyển sách cũng chứa đựng nhiều yếu tố văn học giống như quyển tiếp theo, như là những thông đồng của các cộng đồng bí mật, khung thời gian theo từng ngày, và Giáo hội Công giáo. Những mặt như lịch sử cổ đại, kiến trúc và ký tượng học cũng là chủ đề chính xuyên suốt câu chuyện. Bộ phim cùng tên dựng từ quyển sách đã được khởi chiếu vào ngày 15 tháng 5 năm 2009, sau bộ phim Mật mã Da Vinci đã được chiếu vào năm 2006.

## Giới thiệu nhân vật

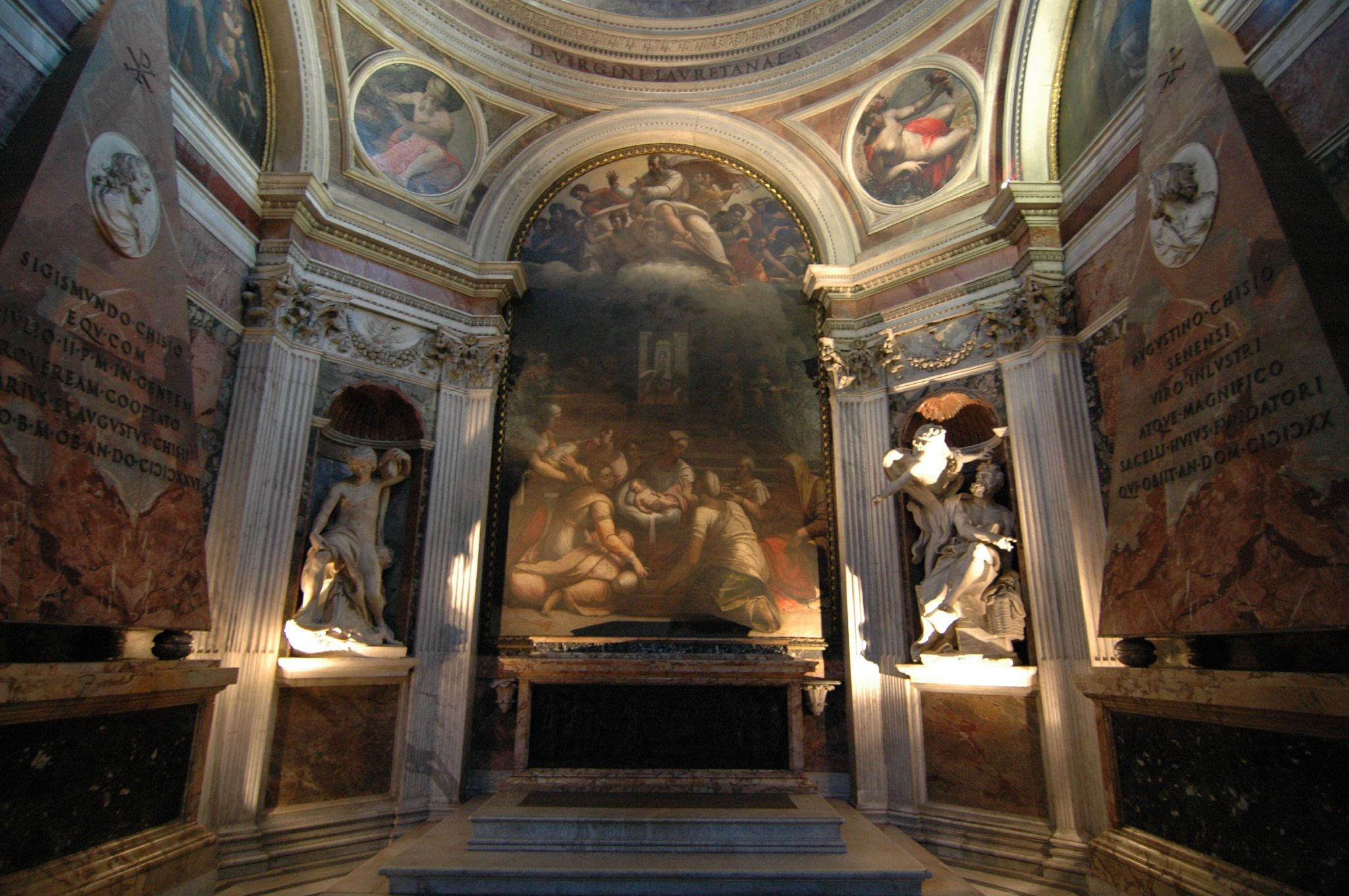
Nhà nguyện Chigi tại Santa Maria del Popolo, nơi hồng y Ebner bị giết

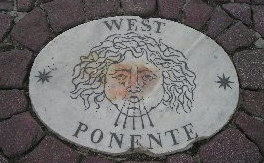
Gió Tây của Bernini ở quảng trường thánh Peter, nơi hồng y Lamassé bị giết

Santa Maria della Vittoria, nơi hồng y Guidera bị giết

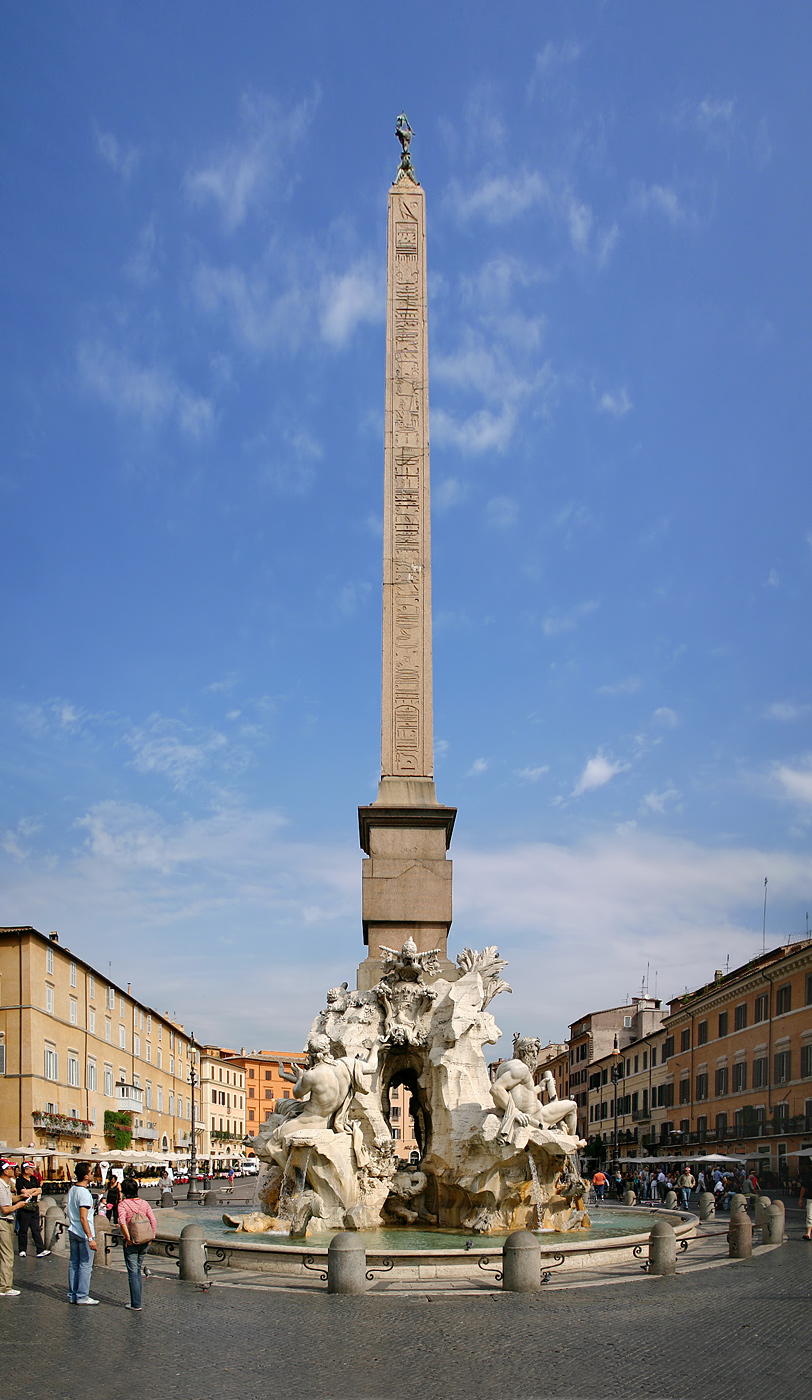
Đài phun nước Bốn dòng sông, nơi hồng y Baggia bị giết

- Robert Langdon - Giáo sư ký tượng học ở đại học Harvard, nhân vật chính của tiểu thuyết. Ông phải bay đến CERN để giúp đỡ cuộc điều tra vụ ám sát Leonardo Vetra. Tên của nhân vật để tưởng nhớ tới John Langdon.
- Leonardo Vetra - Một nhà khoa học đồng thời là giám mục làm việc cho CERN (European Organization for Nuclear Researc - Tổ chức Âu châu nghiên cứu nguyên tử). Ông đang nghiên cứu về phản vật chất và bị sát hại bởi Kẻ giết người. Ông còn là cha nuôi của nhân vật Vittoria.
- Vittoria Vetra - Con gái nuôi của Leonardo Vetra. Cô giống như cha cô cũng làm việc ở CERN. Các nghiên cứu của cô liên quan đến sinh học và vật lý. Đồng thời cô cũng nghiên cứu với cha cô về phản vật chất.
- Giáo chủ thị thần Carlo Ventresca - Ông là Giáo chủ thị thần trong tiểu thuyết - là người thân cận với Giáo hoàng và trực tiếp quản lý nhiều công việc của Giáo hoàng. Ông ta chính là người đã giết hại Giáo hoàng - người mà thực ra là cha của giáo chủ thị thần Carlo Ventresca. Đồng thời ông chính là nhân vật Janus bí ẩn - người điều khiển và ra lệnh cho Kẻ giết người.
- Giám mục Saverio Mortati - Giám mục lớn tuổi nhất trong Mật nghị Hồng y (Cơ mật viện). Ông ta là người biện hộ cho Giáo hoàng cũ và là người biết.bí mật của Giáo hoàng, cuối truyện, ông trở thành Giáo hoàng
- Chỉ huy Olivetti - Chỉ huy của đội Cận vệ Thụy Sĩ (Đội bảo vệ Vatican). Ông ta giữ thái độ hoài nghi với lời nói của Langdon và Vittoria cho đến khi ông ta nói chuyện với Kẻ giết người. Ông ta cùng với đội Cận vệ Thụy Sĩ đảm nhiệm vai trò tìm hộp phản vật chất. Olivetti bị sát hại bởi Kẻ giết người ở nhà thờ Santa Maria della Vittoria.
- Đội trưởng Richer - Vị chỉ huy thứ hai sau Olivetti. Anh ta bị giết bởi thiếu úy Chartrand khi bị giáo chủ thị thần chỉ vào và kêu "Illuminati".
- Kẻ giết người (Hassassin) - Kẻ giết người được thuê bởi Janus, Camerlengo đóng giả để hoàn thành kế hoạch của hắn. Kẻ giết người là một người gốc Trung Đông và có ham muốn đặc biệt với phụ nữ. Hắn sát hại Leonardo Vetra, các vị Hồng y và Olivetti. Hắn chết khi bị Langdon đẩy khỏi ban công ở Castel Sant'Angelo và bị gãy lưng khi lao xuống.
- Maximilian Kohler - Giám đốc của CERN. Ông ta là một người khuyết tật phải sử dụng đến xe lăn được trang bị nhiều công cụ hiện đại như súng, máy quay phim, điện thoại, máy vi tính. Ông ta bị giết bởi đội cận vệ Thụy Sĩ khi bị nghi là người đã đóng dấu lên người giáo chủ thị thần. Nhưng trên thực tế, Kohler đã chất vấn và bắt giáo chủ thị thần nhận tội là kẻ chủ mưu đã giết hại Leonardo Vetra.
- Gunther Glick và Chinita Macri - Phóng viên và người quay phim cho BBC. Họ được Kẻ giết người liên hệ để truyền đi thông tin từ Vatican.
- Thiếu úy Chartrand - Một cận vệ Thụy Sĩ trẻ. Anh ta cùng với Olivetti và Richer, đã đi tìm hộp phản vật chất riêng rẽ ở Vatican. Anh ta đã bắn chết Richer khi Richer bị lầm tưởng là người thuộc Hội Illuminati (Illuminatus). Ở cuối tiểu thuyết, anh ta được Giáo hoàng nhờ gửi con dấu "Viên kim cương Illuminati" cho Langdon.
- Hồng y Ebner - Hồng y đến từ Frankfurt Đức. Ông ta bị giết bằng cách bị nhét đất vào miệng khiến chết do ngạt thở ở nhà nguyện Chigi Chapel của Santa Maria del Popolo với dấu hiệu "Đất"(Earth) được đóng trên ngực.
- Hồng y Lamassé - Hồng y đến từ Paris, Pháp. Ông ta bị giết bằng cách bị đâm thủng phổi và được tìm thấy chết tại quảng trường Saint Peter với dấu "khí"(Air) trên ngực.
- Hồng ý Guidera - Hồng y đến từ Barcelona, Tây Ban Nha. Ông ta bị giết bằng cách bị thiêu sống ở trong nhà thờ Santa Maria della Vittoria với dấu "lửa"(Fire) trên ngực.
- Hồng y Baggia - Hồng y đến từ Milan, Ý và là người nhiều khả năng trở thành Giáo hoàng. Ông ta bị giết bằng cách bị dìm nước ở Đài phun nước Bốn dòng sông với dấu "nước"(Water) trên ngực.

## Tóm tắt truyện
Câu chuyện xoay quanh cuộc hành trình rượt đuổi theo Kẻ giết người của Robert Langdon và Vittoria Vetra. Tất cả bắt đầu khi những dấu hiệu của Hội kín Illuminati đã trở lại và giết hại Leonardo Vetra với những âm mưu kinh khủng. Phản vật chất - công trình nghiên cứu của cha con Vetra bỗng chốc trở thành một quả bom có sức công phá kinh khủng đe dọa thành phố Roma cũng như giáo hội Vatican trong đêm Mật nghị Hồng y.
Kẻ giết người được sự điều khiển của kẻ giấu mặt mang tên Janus đã bắt cóc bốn vị hồng y là ứng cử viên cho chức Giáo hoàng. Robert Langdon và Vittoria Vetra phải chạy đua với thời gian nhằm ngăn chặn Kẻ giết người hành quyết 4 vị Hồng y và ngăn chặn quả bom phản vật chất phát nổ.
Trên con đường truy đuổi Kẻ giết người, Robert Langdon và Vittoria phải giải được mật mã để đi tìm được "Con đường ánh sáng" - những địa điểm mà Kẻ giết người hành quyết. Nhưng tất cả đều thất bại khi cả bốn vị hồng y lần lượt bị giết hại một cách dã man đồng thời bị để lại các dấu hiệu: Đất, Khí, Lửa và Nước - tất cả đều là những yếu tố quan trọng của hội "Illuminati". Cuộc truy đuổi càng trở nên hấp dẫn khi Kẻ giết người bắt cóc Vittoria và định chiếm cô làm "chiến lợi phẩm". Cuối cùng kẻ sát nhân đã chết khi ngã từ trên ban công xuống sau một vụ vật lộn với Robert Langdon và Vittoria.
Nhưng sự thật dần dần được sáng tỏ khi Kohler lại xuất hiện và muốn gặp riêng giáo chủ Thị thần. Khi mọi người đến nơi là cảnh Giáo chủ thị thần đang bị đóng dấu bằng sắt nung trên ngực và Kohler đang chĩa súng về phía giáo chủ. Ngay lập tức đội cận vệ Thụy Sĩ đã xả súng bắn chết Kohler và sau đó là Rocher. Mặc dù cả Kohler lẫn Đội trưởng Rocher đều bị giết nhưng Robert Langdon đã có được cuộn băng ghi lại sự thật của cuộc gặp giữa giáo chủ thị thần và Kohler. Tiếp đó là một loạt các tình tiết bất ngờ khi giáo chủ thị thần nói rằng đã nghe được tiếng nói của Chúa và giải cứu Roma bằng cách đem quả bom phản vật chất nổ trên không trung. Người duy nhất leo lên máy bay để bảo vệ Roma khỏi quả bom là Robert Langdon. Camerlengo Ventresca đã nhảy dù an toàn còn Robert Langdon bị thương nhẹ.
Và cuối cùng sự thật được sáng tỏ hoàn toàn khi Robert đem cuộn băng Kohler để lại khi anh quay trở lại thánh đường Thánh Peter. Giáo chủ thị thần Camerlengo Ventresca chính là kẻ chủ mưu, hắn cảm thấy công nghệ phản vật chất là sự xúc phạm Chúa và hắn tự dựng lại một kẻ thù từ quá khứ - hội Illuminati - với mục đích khơi dậy lại niềm tin vào Chúa đang dần mờ nhạt của người dân. Đồng thời ở đây, Hồng y Mortati đã cho biết Camerlengo Ventresca chính là con trai của Giáo hoàng và Giáo hoàng không hề phạm tội lỗi vì đứa con của ông là do công nghệ thụ tinh trong ống nghiệm, đó cũng là lý do cố Giáo hoàng từng nói rằng ông có một khoản nợ với khoa học. Camerlengo Ventresca đau khổ và cảm thấy tội lỗi, hắn đã đổ dầu lên mình và tự thiêu. Trong lúc đó Cuộc họp hội nghị Hồng y đã bầu ra Hồng y Baggia làm giáo chủ mới. Như vậy đêm đó đã xuất hiện hai vị Giáo hoàng theo nghi lễ: Ventresca - người được tung hô trước khi hắn tự thiêu và Saverio Mortati qua cuộc bỏ phiếu thông thường.
Robert Langdon và Vittoria nghỉ ngơi tại Khách sạn Bernini, nơi họ đã cùng nhau ăn tối và sau đó làm tình. Thiếu úy Chartrand chuyển tới Langdon bức thư của Giáo hoàng mới cùng con dấu "Viên kim cương Illuminati", như một lời cảm ơn của ông gửi tới Langdon.

## Những lỗi sai trong truyện
Phiên bản đầu tiên của quyển sách có nhiều lỗi sai về những địa điểm ở Roma, cũng như lỗi sai về cách dung tiếng Ý. Những lỗi sai về tiếng Ý đã được chỉnh sửa ở các phiên bản tiếp theo.
Bên cạnh lời giới thiệu rõ ràng thì quyển sách còn miêu tả việc nhiều chuyên gia hư cấu giảng giải về các vấn đề trong khoa học, kỹ thuật và lịch sử, mà các nhà phê bình đã chỉ ra những chi tiết không chính xác. Một ví dụ đó là cuộc thảo luận về phi vật chất (phản vật chất), quyển sách đã cho rằng phi vật chất có thể được sản xuất với chất lượng hữu ích và thiết thực và sẽ là nguồn năng lượng vô hạn. Tổ chức CERN đã xuất bản một cuốn Hỏi và đáp về Thiên thần và ác quỷ, chỉ ra rằng phi vật chất không thể được dùng làm nguồn năng lượng bởi vì việc tạo ra nó hao tốn nhiều năng lượng hơn bản thân nó mang lại.